# Renée Knapp
Renée Knapp (* in Virginia) ist eine US-amerikanische Musicaldarstellerin.

## Leben
Ihre Ausbildung, die sie mit dem „Bachelor of music“ im Fach Music Performance abschloss, absolvierte sie an der Ithaca College School of Music in New York. Ihre ersten Solo-Partien sang sie während ihres Studiums: Lucy in Brecht/Weills Die Dreigroschenoper und die Lisetta in Joseph Haydns komischer Oper Il mondo della luna. An der Pittsburgh Civic Light Opera sang sie in dem Musical Follies von Stephen Sondheim.
In Europa debütierte sie mit der Partie der Maria in Leonard Bernsteins Musical West Side Story. Die Rolle verkörperte sie als Gast bei Musical-Inszenierungen am Staatstheater Kassel, am Theater Dortmund (Spielzeit 1988/89, als Gemeinschaftsproduktion mit Essen), am Aalto-Theater in Essen (Spielzeit 1988/89, als Gemeinschaftsproduktion mit Dortmund) und bei der polnischen Erstaufführung von West Side Story in Łódź. Für ihre Darstellung als Maria erhielt sie 1990 den Aalto-Bühnenpreis für junge Künstler. 1991 sang sie die Maria, auf Einladung von Justus Frantz, auch zu Ehren des verstorbenen Komponisten Leonard Bernstein beim Schleswig-Holstein-Musik-Festival. In der niederländischen Cats-Produktion spielte Renée Knapp die Rollen Griddlebone und Gumbie Cat am Caree Theater in Amsterdam, und sang auf dem Cats-Album des holländischen Original-Casts. Von 1990 bis 1994 war sie in Hamburg als Christine Daaé in Andrew Lloyd Webbers Erfolgsmusical Das Phantom der Oper die Hauptdarstellerin; ihre Partner waren unter anderem Peter Hofmann, Tim Tobin und Hartwig Rudolz. Mit dieser Partie gastierte sie darüber hinaus am Princess Theater in Melbourne, an der Seite des kanadischen Musical-Stars Donald Cant sowie des Australiers Andy Warlow. 1994 gastierte sie erneut am Theater Dortmund, diesmal als Verlobte Natalie Lewis in dem Musical Extrablatt (Windy City) von Tony Macauly. 1996 und 1997 spielte sie die Rolle der Isabella in dem Musical Gaudí von Eric Woolfson in Alsdorf, und danach am Musical Dome in Köln, in der Inszenierung von Elmar Ottenthal. 1999 spielte sie den Filmstar Claudia Nardi in Maury Yestons Musical Nine in der deutschen Erstaufführung im Theater des Westens, Berlin. Für die Neuinszenierung von Gaudí in Alsdorf, Düren sowie im Rhein-Main-Theater in Niedernhausen kehrte sie 2003 in die Hauptrolle der Isabella zurück.
Knapp trat auch mit Wolfgang Rosen unter dem Motto Literatur trifft Lieder mit literarisch-musikalischen Programmen auf, konzipierte Show-Formate, und gibt heute Konzerte als Solistin mit eigenem Programm sowie im Rahmen von Duetten und Gastauftritten.

## Privates
Renée Knapp engagiert sich seit über 20 Jahren bei UNICEF Deutschland, u. a. im Rahmen von Benefizgalas, dem Kinderschutzbund Köln sowie bei der philippinischen Hilfs- und Kinderschutzorganisation PREDA Foundation. 2011 trat sie zugunsten des Kinderhospiz Sterntaler e.V. Mannheim mit Donald Cant, ihrem kanadischen Partner aus Phantom der Oper, im Schloss Schwetzingen auf.

## Nominierungen und Auszeichnungen
- 1985: Aalto-Bühnenpreis für junge Künstler für ihre Darstellung der Maria in Leonard Bernsteins Musical West Side Story
- 1995: Nominierung für den „Irene Ryan Award of Acting Excellence“ des American College Theatre Festivals
- 2000: Auszeichnung mit dem „Goldenen Künstler-Magazin“ im Rahmen der „Goldene Künstler-Gala“ in Böblingen als beste Musical Darstellerin

## Diskografie

### Musical
- 1987: Cats – Nederlandstalige Versie
- 1992: Hit Haus Die Deutschen Super-Hits '92 (Kompilation)
- 1994: Extra Blatt – The News Musical – Theater Dortmund
- 1995: Gaudi – Das Musical – In der Inszenierung von Elmar Ottenthal
- 1996: Denn es ist Weihnachtszeit: Mary`s Boychild – Musical-Stars singen Weihnachtslieder (Kompilation)
- 1997: It's Show Time: Stella Musical Gala (Kompilation)
- 1997: Being Alive! The Art of German Musical Stars (Kompilation)
- 1999: Nine – Musical nach Federico Fellinis 8 1/2 – Theater des Westens
- 1999: Unusual Way / Der Wanderer II (Maxi-CD)
- 2006: Musical Stars 2 – Mit den deutschen Originalkünstlern (Kompilation)

### Pop
- 1992: Compagnons d'amour (Single mit Hartwig Rudolz)
- 1993: Romance – True Love (Album mit Hartwig Rudolz)
- 2003: Walking on the Sun: Felix Martin Sings Alexander S. Bermange (Duett)
- 2010: Lullaby Voice (18 Songs in 9 Languages)

## Film- und Fernsehauftritte
- Gaudí – Das Musical: ZDF-Mitschnitt vom 26. November 1995
- Die Wache, Folge Hinter dem Vorhang, 1997, 4. Staffel, Folge 84, RTL Television
- Diverse Fernsehauftritte, u. a. in Rudi Carrells Die Post geht ab!, und Linda de Mols Kollegen, Kollegen, ZDF-Fernsehgarten, Die goldene Eins.